# بطولة العالم للألعاب المائية 2024
ستقام بطولة العالم للألعاب المائية لعام 2024 في نسختها الحادية والعشرين في مدينة الدوحة بدولة قطر، في الفترة من 2 إلى 18 فبراير لعام 2024. كان من المقرر عقدها في نوفمبر الماضي لعام 2023، لكن جرى تأجيلها لإعادة جدولة موعد إقامة النسخة العشرين من البطولة في مدينة فوكوكا باليابان، حيث أُجلت من العام 2021 إلى العام التالي لتفشي وباء كوفيد-19 عالمياً، وأُرجيت للمرة الثانية من 14 إلى 30 يوليو لعام 2023 نتيجة قيود السفر وتدابير السلامة المعمول بها في اليابان.
ستقام بطولة العالم للألعاب المائية في الشرق الأوسط للمرة الأولى. حيث استضافت الدوحة بطولة العالم للسباحة المائية (25 مترًا) في عام 2014، كما أنها نظمت تسع مراحل من سلسلة كأس العالم للسباحة المائية بين عامي 2012 و2021.
تشهد البطولة مشاركة عدد كبير من الرياضيين مقارنة بالنسخ السابقة، حيث يتنافس فيها أكثر من 2600 مشاركًا من 201 دولة، بالإضافة لمشاركة فريق اللاجئين العالمي للرياضات المائية، والمنافسة على 75 ميدالية في فعاليات مختلفة. مع ذلك، شهدت المنافسة غيابًا ملحوظًا لعدد من أمهر السباحين، حيث شارك سبعة فقط من أصل 22 فائزًا بميداليات ذهبية فردية من بطولة العالم للألعاب المائية 2023 في فوكوكا في هذا الحدث لأجل الدفاع عن ألقابهم للعام الماضي. أعرب بعض السباحين وأعضاء الاتحادات عن مخاوفهم بشأن توقيت هذه البطولات، نظرًا أنها ستقام قبل خمسة أشهر فقط من دورة الألعاب الأولمبية الصيفية 2024 في باريس.

## اختيار المضيف
أفادت المنظمة العالمية للألعاب المائية (المعروفة سابقًا باسم الاتحاد الدولي للسباحة FINA) أنها في التاسع من يونيو لعام 2015 تلقت اهتماماً بإقامة بطولة العالم للألعاب المائية FINA لعامي 2021 و2023 من الدول التالية: الأرجنتين واستراليا (ملبورن أو سيدني) والصين (ووهان أو نانجينغ) وألمانيا (مدينتان محتملتان)، واليابان وتركيا وقطر.
نُظم اجتماعًا إعلاميًا في الثلاثين من يونيو من العام 2015 لدول ومدن أبدت اهتمامها بتقديم عروضًا لاستضافة البطولة،  وحضر الاجتماع ممثلو ستة مدن وهم: أبوظبي (الإمارات العربية المتحدة) وبوينس آيرس (الأرجنتين) وإسطنبول (تركيا) ونانجينغ (الصين) وفوكوكا (اليابان) وأخيرًا الدوحة (قطر).
طُلب من المدن المتقدمة للاستضافة تقديم اتفاقية المدينة المضيفة مستوفاه للاتحاد الدولي للسباحة بحلول 26 أكتوبر 2015، وأن تُقدم عرضًا رسميًا لمكتب الاتحاد الدولي للسباحة في الثامن من نوفمبر لعام 2015. انسحبت استراليا وألمانيا من السباق، وتبعتهما الأرجنتين، وأبدت تركيا والإمارات العربية المتحدة، اهتمامًا أيضًا، لكنهما انسحبتا قبل خوض مرحلة العرض.
أفاد المدير التنفيذي للاتحاد الدولي للسباحة كورنيل ماركوليسكو في الثاني من أكتوبر عام 2015، وصول ثلاث مدن للعروض النهائية وهم: نانجينغ (الصين) وفوكوكا (اليابان) والدوحة (قطر)،  خاصةً بعد انسحاب جميع المتقدمين السابقين.
قدمت العروض في عرض تقديمي رسمي في اجتماع بمكتب الاتحاد الدولي للسباحة في مدينة بودابست في الحادي والثلاثين من شهر يناير لعام 2016، وبعد إجراء التصويت، أعلن الاتحاد الدولي للسباحة أن فوكوكا هي البلد المضيف للبطولة لعام 2021 تليها الدوحة باستضافة البطولة لعام 2023.
صرح رئيس الاتحاد الدولي للسباحة جوليو ماجليوني في بيان صحفي صدر في نفس اليوم: “قدمنا اليوم ثلاثة عروض استثنائية تستوفي جميع المتطلبات وتتمتع بتسهيلات رائعة. ستوفر كلاً من فوكوكا والدوحة، وهما شريكتان قويتان للاتحاد الدولي للسباحة، الظروف المثالية لتنظيم هذه البطولات، وهناك التزام قوي للغاية من جانب السلطات المحلية للترحيب بهذا الحدث في مدينتها الرئيسية. " 
أفاد ثاني الكواري [الإنجليزية]، الأمين العام للجنة الأولمبية القطرية، الذي ترأس وفد الدوحة: "زارت عائلة الاتحاد الدولي للسباحة الدوحة مرات عدة وشغفنا لتنظيم الأحداث الكبرى يعرفه الجميع. تساهم الرياضة في تنمية شبابنا وبلدنا، واستضافة بطولة العالم للسباحة للمرة الأولى في الشرق الأوسط وسيلة رائعة لتطوير الرياضات المائية على نطاق عالمي" 

## الأماكن
تُعقد البطولة بثلاثة أماكن من الدوحة، حيث تستضيف قبة أسباير، التي بُنيت لدورة الألعاب الآسيوية لعام 2006، مسابقة السباحة والسباحة الفنية بمسبح مؤقت في ملعب كرة القدم الداخلي، وكرة الماء بمسبح مؤقت في مضمار الدراجات، في حين يستضيف مركز حمد للألعاب المائية، ضمن أكاديمية أسباير، مسابقة الغوص، حيث أقيمت بطولة العالم للسباحة المائية (25 مترًا) به في عام 2014، وستقام السباحة في المياه المفتوحة والغوص العالي في ميناء الدوحة القديم.
- قبة أسباير (السباحة والسباحة الفنية وكرة الماء)
- مركز حمد المائي (الغوص)
- ميناء الدوحة القديم (السباحة في المياه المفتوحة، والغوص العالي)

## حرف او رمز

### تمائم
أُعلن عن التميمة في 20 من سبتمبر عام 2023 أنها ناهيم، قرش الحوت القطري، وميفارة، وهي مرجانية.
وجاء في البيان الصحفي الصادر عن منظمة العالم للألعاب المائية: "يرتبط ناهيم وميفارة ارتباطًا وثيقًا بتراث قطر ويمثلان شمولية بطولة العالم للألعاب المائية والتزامها بتعزيز الاستدامة، فقرش الحوت أكبر الأسماك في العالم ويتواجد عادة في المياه القطرية الآمنة. العملاق اللطيف ناهيم، شخصية مرحة وودودة وممتعة، وسيكون في متناول اليد للترفيه عن الحشود والتأكد أن الجميع يشعرون بالترحاب في الدوحة. على الجهة الأخرى، تعكس ميفارة حيوية وتنوع النظام البيئي المرجاني مع عائلة من أسماك المهرج التي تعيش في شقائق النعمان المحيطة بها، إلى جانب نجم البحر المسترخي على جبهتها. ستعمل ميفارة، كلاعب رئيسي بالفريق، على زيادة الوعي بأهمية حماية محيطاتنا والمساعدة في جذب أنظار العالم لبطولة العالم للألعاب المائية - الدوحة 2024. 

## جدول
ينظّم ما مجموعه 75 حدثًا في ستة رياضات.
| ● | حفل الافتتاح | ● | التصفيات | ● | نهائيات | ● | الحفل الختامي | م | مباريات الرجال | دبليو | مباريات سيدات |

## الدول المشاركة
- البرازيل (63)
- ألمانيا
- ليتوانيا (15)[14]
- الولايات المتحدة (92)

1. ↑  "Despite High Profile Absences, Doha 2024 Worlds to Set Athlete Record". Swimming World Magazine. 2 فبراير 2024. مؤرشف من الأصل في 2024-02-05.
2. ↑  "World Aquatics Championships begin in Doha, but many top swimmers are staying home". AP News. 1 فبراير 2024. مؤرشف من الأصل في 2024-02-04.
3. ↑  Sutherland, James (2 Sep 2023). "USA Swimming Releases Selection Criteria For 2024 World Championships In Doha". SwimSwam (بالإنجليزية الأمريكية). Archived from the original on 2023-09-20. Retrieved 2023-09-16.
4. ↑  "FINA encouraged by strong interest for its 2021 and 2023 World Championships". الاتحاد الدولي للسباحة. 9 يونيو 2015. مؤرشف من الأصل في 2023-03-25. اطلع عليه بتاريخ 2015-06-30.
5. ↑  "FINA World Championships 2021 & 2023: potential bidders meet in Lausanne". الاتحاد الدولي للسباحة. 30 يونيو 2015. مؤرشف من الأصل في 2023-03-25. اطلع عليه بتاريخ 2015-07-12.
6. ↑  "Qatar, China and Japan only bidders for world championships". SBS News (بالإنجليزية). Retuers. 2 Oct 2015. Archived from the original on 2023-10-22. Retrieved 2023-09-16.
7. ↑  "Qatar, China and Japan only bidders for world championships". SBS News (بالإنجليزية). Retuers. 2 Oct 2015. Archived from the original on 2023-10-22. Retrieved 2023-09-16."Qatar, China and Japan only bidders for world championships". SBS News. Retuers. 2 October 2015. Archived from the original on 22 October 2023. Retrieved 16 September 2023.
8. ↑  Marsteller، Jason (31 يناير 2016). "FINA Names Fukuoka (2021), Doha (2023) Hosts for Future FINA World Championships". Swimming World Magazine. مؤرشف من الأصل في 2017-10-26. اطلع عليه بتاريخ 2023-03-26.
9. 1 2  Marsteller، Jason (31 يناير 2016). "FINA Names Fukuoka (2021), Doha (2023) Hosts for Future FINA World Championships". Swimming World Magazine. مؤرشف من الأصل في 2017-10-26. اطلع عليه بتاريخ 2023-03-26.Marsteller, Jason (31 January 2016). "FINA Names Fukuoka (2021), Doha (2023) Hosts for Future FINA World Championships". Swimming World Magazine. Archived from the original on 26 October 2017. Retrieved 26 March 2023.
10. ↑  "Playful mascots unveiled for the World Aquatics Championships - Doha 2024". World Aquatics (بالإنجليزية). 19 Sep 2023. Archived from the original on 2023-09-21. Retrieved 2023-09-20.
11. ↑  "Playful mascots unveiled for the World Aquatics Championships - Doha 2024". World Aquatics (بالإنجليزية). 19 Sep 2023. Archived from the original on 2023-11-01. Retrieved 2023-09-20.
12. ↑  Koos، Tonrin (26 سبتمبر 2023). "World Aquatics announces the competition schedule for the World Aquatics Championships - Doha 2024". الاتحاد الدولي للسباحة. مؤرشف من الأصل في 2023-10-05. اطلع عليه بتاريخ 2023-10-02.
13. ↑  "World Aquatics Championships Doha 2024" (PDF). مؤرشف (PDF) من الأصل في 2023-10-11. اطلع عليه بتاريخ 2023-10-02.
14. ↑  "Į „World Aquatics" pasaulio čempionatą Lietuva siunčia 15-os sportininkų rinktinę". LTU Aquatics (بالليتوانية). 2 Jan 2024. Archived from the original on 2024-01-31. Retrieved 2024-02-06.

## روابط خارجية
- الموقع الرسمي